# Ghiacciaio Albrecht Penck
Il ghiacciaio Albrecht Penck è un ghiacciaio lungo circa 14 km situato nella regione centro-occidentale della Dipendenza di Ross, in Antartide. Il ghiacciaio, il cui punto più alto si trova 1200 m s.l.m., è ubicato tra il ghiacciaio Fry, a nord, e il ghiacciaio pedemontano Evans, a sud, e fluisce in direzione nord-est, partendo dal versante orientale del monte Davidson, fino a entrare nella baia di Tripp.

## Storia
Il ghiacciaio Albrecht Penck fu mappato per la prima volta durante la spedizione Nimrod (1907–09) che lo battezzò con l'attuale nome in onore di Albrecht Penck, direttore dell'Istituo di Oceanografia e dell'Istituto di Geografia di Berlino.